# Departamento Fray Justo Santa María de Oro
Das Departamento Fray Justo Santa María de Oro liegt im äußersten Südwesten der Provinz Chaco im Nordwesten Argentiniens und ist eine von 25 Verwaltungseinheiten der Provinz. 
Es grenzt im Norden an die Departamentos Doce de Octubre und Dos de Abril, im Osten an das Departamento Mayor Luis Jorge Fontana, im Süden an die Provinz Santa Fe und im Westen an die Provinz Santiago del Estero. 
Die Hauptstadt des Departamento Fray Justo Santa María de Oro ist Santa Sylvina. Sie liegt 240 Kilometer von der Provinzhauptstadt Resistencia entfernt und etwa 1000 Kilometer von Buenos Aires.

## Bevölkerung
Nach Schätzungen des INDEC stieg Bevölkerungszahl von 10.485 Einwohnern (2001) auf 13.022 Einwohner im Jahre 2005.

## Städte und Gemeinden
Das Departamento Fray Justo Santa María de Oro ist in folgende Gemeinden aufgeteilt:
- Chorotis
- Santa Sylvina

Koordinaten: 27° 54′ S, 61° 12′ W